# 青稞
青稞（藏語：ནས་，威利转写：nas），是一种禾谷类作物，为大麦的一种变种，别名叫裸大麦、元麦、米大麦，是中国藏族常食用的粮食。青稞在青藏高原具有悠久的栽培历史，距今已有3500年历史。

## 歷史
青稞是多棱大麦的裸粒變種，兩者可能共同起源於生長在中東的野生大麥（Hordeum vulgare subsp. spontaneum），在新石器時代，敘利亞地區首次出現馴化大麥。
野生大麥如何從中東傳播到青藏高原，確定歷史仍不清楚。在西元前1600年左右，在西藏開始出現青稞的種植，當時的居民開始往3,400公尺以上的地區發展農牧，考古學者一般相信，青稞的種植，是藏族能夠居住在青藏高原的關鍵。

## 分布范围
青稞是一种单位面积产量不高的粮食作物，主要分布在中国西藏、青海、四川的甘孜和阿坝、云南迪庆、甘肃甘南等海拔4200—4500公尺的青藏高原高寒地区。在这些地区青稞之所以成爲主要作物是因为其耐寒性。

## 物种特点

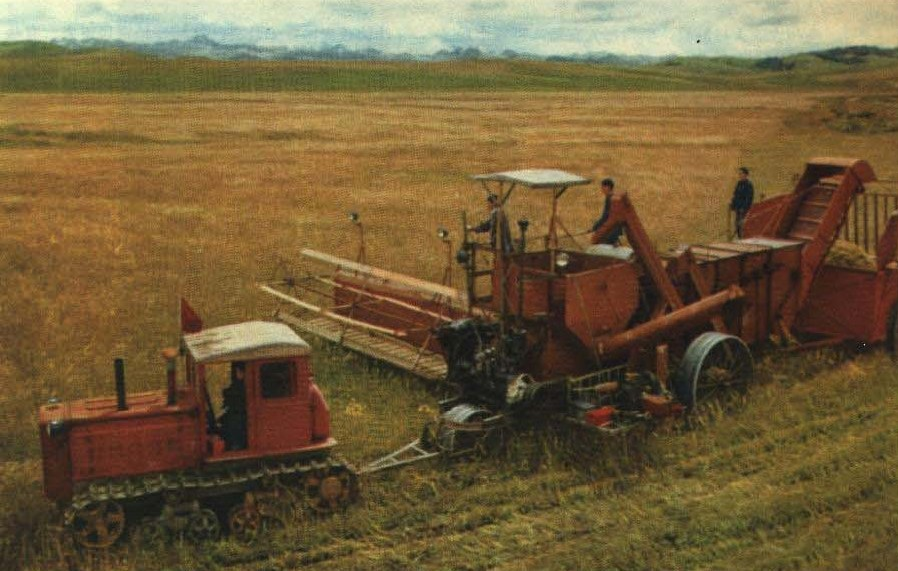
1963年四川阿坝州马尔康收割青稞

- 世界上麦类作物中含β-葡聚醣最高的作物。
- 含丰富的膳食纤维、多种微量元素。

## 食用方式

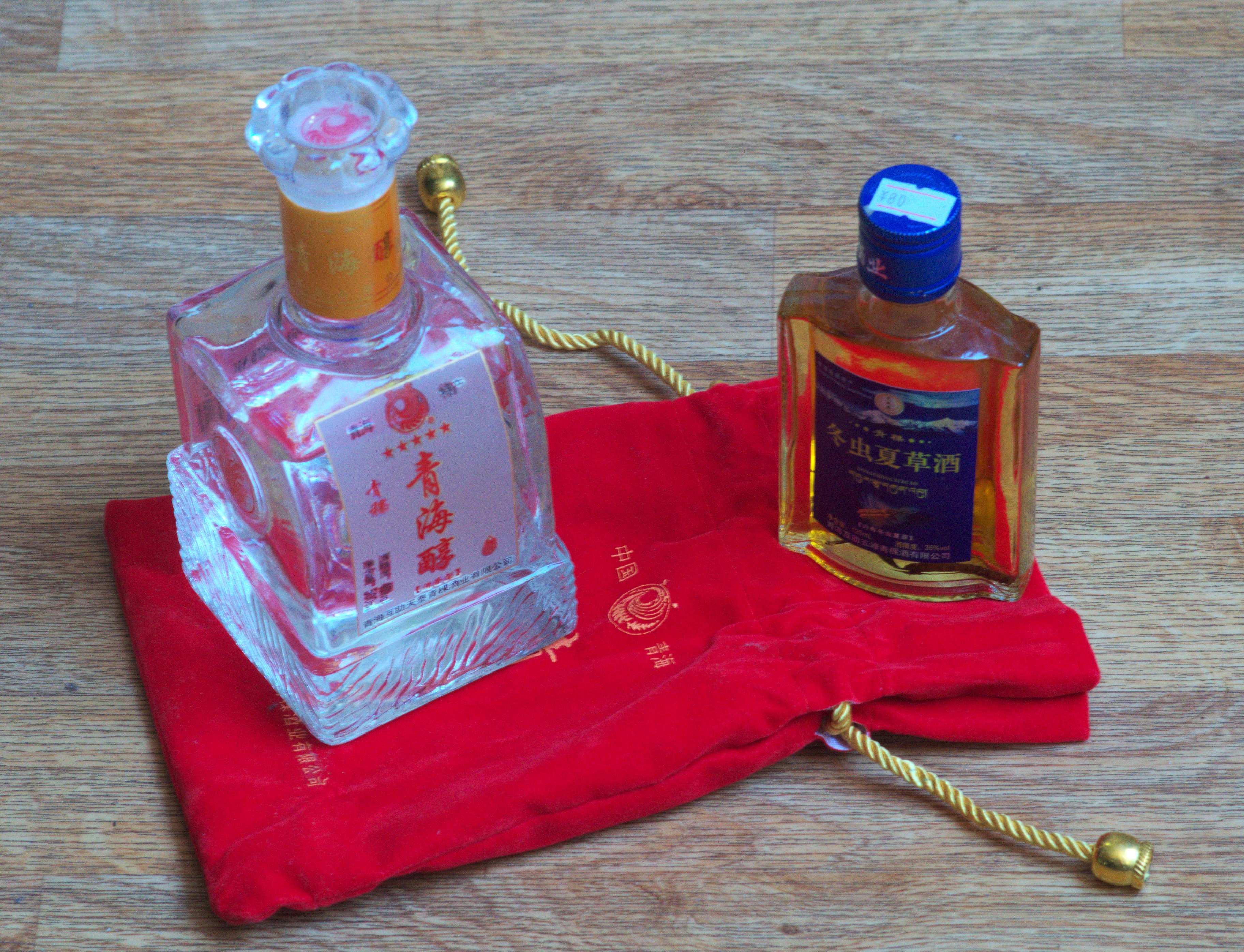
两瓶青海省的青稞酒

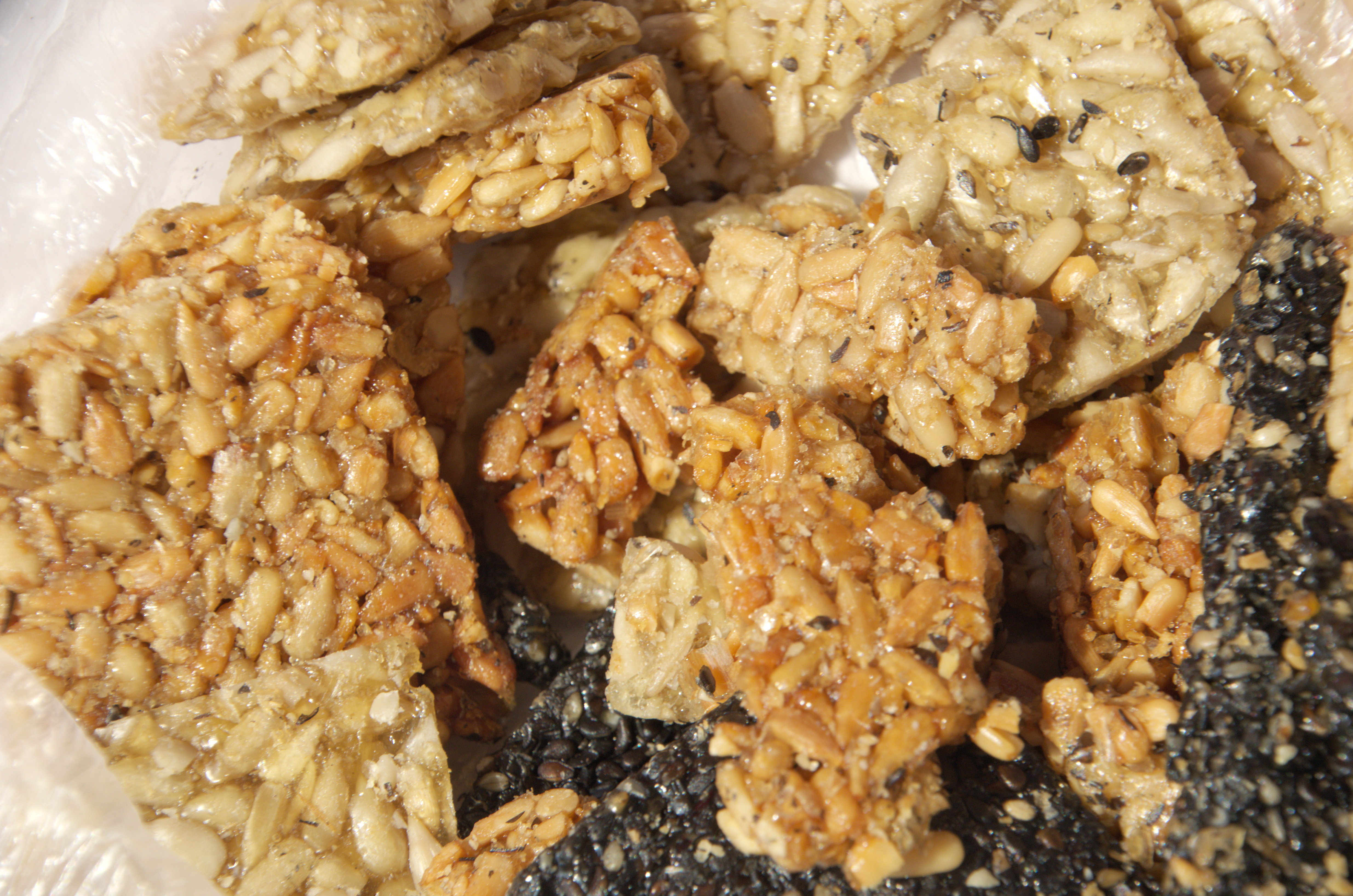
青稞蜂蜜酥

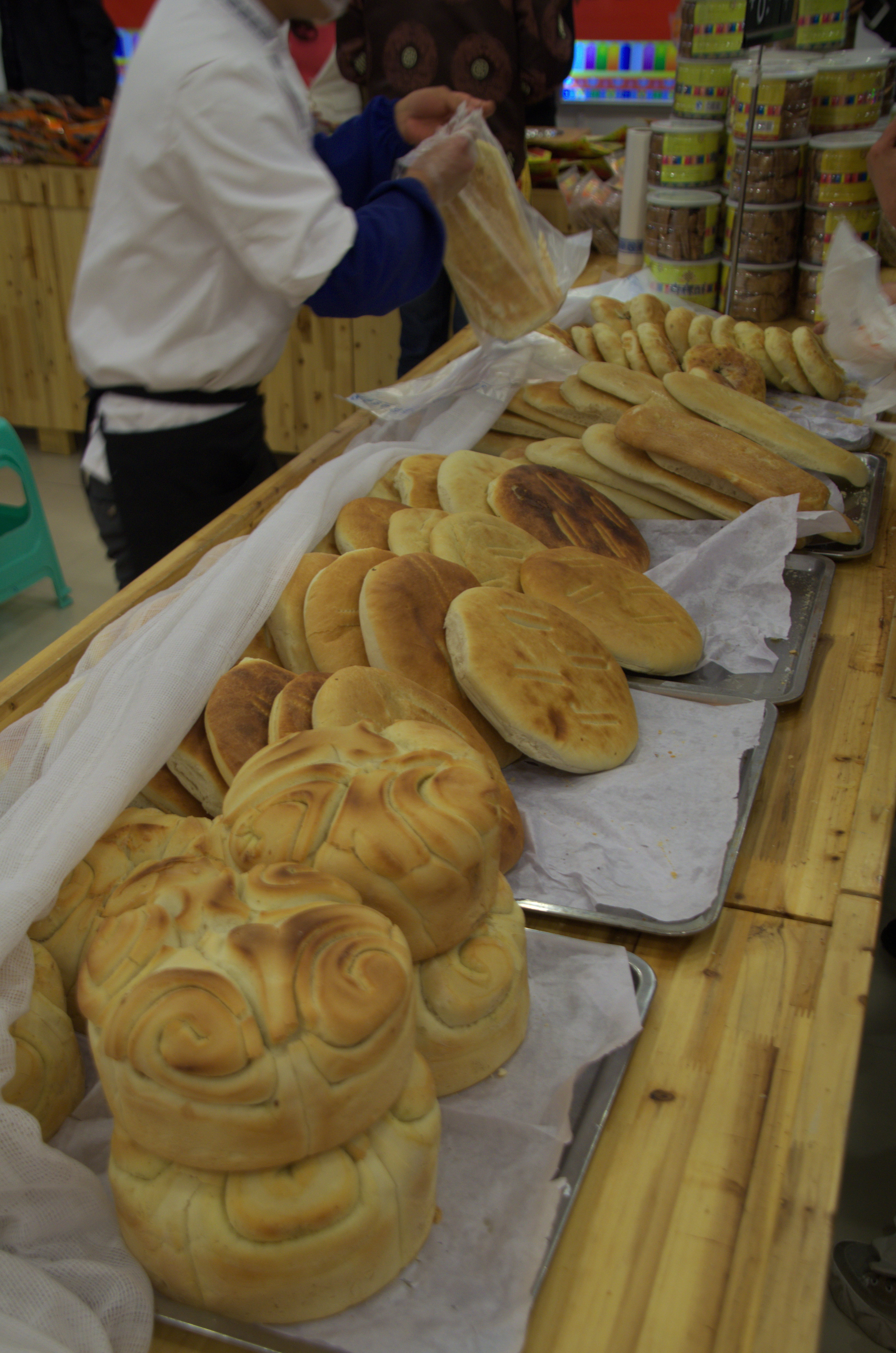
四川省松潘县的青稞大饼

青稞谷粒可以磨粉炒熟，食用时加酥油茶或清茶用手捏成坨，叫做糌粑。
青稞可酿制青稞酒，一种低度麥酒。

## 其它
在宗教节日中藏族民众要抛撒糌粑以示祝福。

## 药用
《本草拾遗》记载：“青稞，下气宽中、壮精益力、除湿发汗、止泻”。藏医典籍《晶珠本草》把青稞作为一种重要药物，用于治疗多种疾病。

## 變種
- 藏青稞 Hordeum aegiceras[1][2]
- 青裸 Hordeum distichon[3]